# Lauchlin Currie
Lauchlin Bernard Currie (Nueva Escocia, Canadá, 8 de octubre de 1902 - Bogotá, Colombia, 23 de diciembre de 1993) fue un economista canadiense, nacionalizado colombiano. Se desempeñó como asesor económico en el gobierno de Estados Unidos y de Colombia, países en donde fue catedrático y propuso diversas políticas económicas.

## Biografía
Economista del London School of Economics de Inglaterra, en donde se graduó en 1925. Posteriormente viajó a Estados Unidos y se incorporó a la escuela de graduados de la Universidad de Harvard, en donde defendió la teoría de Keynes. Allí fue profesor y obtuvo el doctorado en 1931.
En Estados Unidos trabajó en la Reserva Federal y en el Departamento del Tesoro, organizaciones en las que permaneció hasta 1935. Apoyó la política del New Deal y fue asesor económico del presidente Franklin Delano Roosevelt durante la Segunda Guerra Mundial. En 1948 fue acusado de espionaje y el gobierno estadounidense le niega la renovación de su pasaporte. Llega a Colombia en 1949 encabezando una misión con el Banco Mundial en donde estudió el desarrollo económico, propuso la creación del Departamento Nacional de Planeación, sugirió planes de desarrollo en materia agrícola, ferroviaria, laboral y educativa y decidió permanecer en el país como docente de la Universidad Nacional de Colombia, en donde llegó a ser Decano de la Facultad de Economía y en la Universidad de Los Andes, en donde fue profesor Emérito. En 1953 contrajo matrimonio con la colombiana Elvira Wiesner y en 1958 obtuvo la nacionalidad colombiana.
En 1960 escribió un documento titulado "Operación Colombia" en donde proponía la creación de 500 000 empleos en diversas ciudades del país, en un lapso de dos años, redistribuyendo los recursos humanos, el cual fue rechazado por el presidente Alberto Lleras Camargo quien apoyaba el modelo de la Alianza para el Progreso. En 1966 fue creado el Centro de Investigaciones para el desarrollo de la Universidad Nacional de Colombia, desarrollando así, la iniciativa de Currie de fomentar, coordinar y vincular el trabajo de la Universidad a la transformación y el progreso de la sociedad colombiana.. En 1970 propuso "Las Cuatro Estrategias", en donde sugería una concentración en los sectores de construcción, exportaciones, agrícola y redistribución del ingreso. Fue nombrado asesor en políticas económicas del presidente Misael Pastrana en donde impulsó la creación de las Corporaciones de Ahorro y Vivienda y el sistema de Unidad de Poder Adquisitivo Constante (UPAC).
Formuló políticas de desarrollo urbano para diversas ciudades colombianas y volvió a la vida académica en la década de 1980. Fue profesor visitante en diversas universidades de Europa y Norteamérica. Fue condecorado con la Cruz de Boyacá por el presidente César Gaviria y murió de un infarto cardiaco en 1993.